# Holomelina laeta
Holomelina laeta är en fjärilsart som beskrevs av Guérin-meneville 1832. Holomelina laeta ingår i släktet Holomelina och familjen björnspinnare. Inga underarter finns listade i Catalogue of Life.